# مانوكواري
مانوكواري (بالإنجليزية: Manokwari)‏ هي منطقة سكنية تقع في إندونيسيا في بابوا الغربية. يقدر عدد سكانها بـ 136,302 نسمة وترتفع عن سطح البحر 37 متر.

## المناخ
يظهر الجدول التالي التغييرات المناخية على مدار السنة لمانوكواري:
| البيانات المناخية لـمانوكواري               | البيانات المناخية لـمانوكواري | البيانات المناخية لـمانوكواري | البيانات المناخية لـمانوكواري | البيانات المناخية لـمانوكواري | البيانات المناخية لـمانوكواري | البيانات المناخية لـمانوكواري | البيانات المناخية لـمانوكواري | البيانات المناخية لـمانوكواري | البيانات المناخية لـمانوكواري | البيانات المناخية لـمانوكواري | البيانات المناخية لـمانوكواري | البيانات المناخية لـمانوكواري | البيانات المناخية لـمانوكواري |
| الشهر                                       | يناير                         | فبراير                        | مارس                          | أبريل                         | مايو                          | يونيو                         | يوليو                         | أغسطس                         | سبتمبر                        | أكتوبر                        | نوفمبر                        | ديسمبر                        | المعدل السنوي                 |
| ------------------------------------------- | ----------------------------- | ----------------------------- | ----------------------------- | ----------------------------- | ----------------------------- | ----------------------------- | ----------------------------- | ----------------------------- | ----------------------------- | ----------------------------- | ----------------------------- | ----------------------------- | ----------------------------- |
| متوسط درجة الحرارة الكبرى °م (°ف)           | 29.9 (85.8)                   | 29.6 (85.3)                   | 29.6 (85.3)                   | 30.0 (86.0)                   | 30.1 (86.2)                   | 29.7 (85.5)                   | 29.4 (84.9)                   | 29.3 (84.7)                   | 29.8 (85.6)                   | 30.5 (86.9)                   | 30.5 (86.9)                   | 30.3 (86.5)                   | 29.9 (85.8)                   |
| المتوسط اليومي °م (°ف)                      | 25.9 (78.6)                   | 25.9 (78.6)                   | 25.9 (78.6)                   | 26.1 (79.0)                   | 26.2 (79.2)                   | 25.9 (78.6)                   | 25.6 (78.1)                   | 25.4 (77.7)                   | 25.7 (78.3)                   | 26.2 (79.2)                   | 26.3 (79.3)                   | 26.2 (79.2)                   | 25.9 (78.7)                   |
| متوسط درجة الحرارة الصغرى °م (°ف)           | 21.9 (71.4)                   | 22.2 (72.0)                   | 22.3 (72.1)                   | 22.3 (72.1)                   | 22.3 (72.1)                   | 22.1 (71.8)                   | 21.8 (71.2)                   | 21.6 (70.9)                   | 21.7 (71.1)                   | 21.9 (71.4)                   | 22.1 (71.8)                   | 22.1 (71.8)                   | 22.0 (71.6)                   |
| الهطول مم (إنش)                             | 264 (10.4)                    | 247 (9.7)                     | 296 (11.7)                    | 304 (12.0)                    | 210 (8.3)                     | 198 (7.8)                     | 160 (6.3)                     | 167 (6.6)                     | 140 (5.5)                     | 122 (4.8)                     | 141 (5.6)                     | 266 (10.5)                    | 2٬515 (99.2)                  |
| متوسط الرطوبة النسبية (%)                   | 86                            | 85                            | 86                            | 86                            | 86                            | 85                            | 87                            | 87                            | 86                            | 84                            | 85                            | 86                            | 86                            |
| المصدر #1: Climate-Data.org (temp & precip) |                               |                               |                               |                               |                               |                               |                               |                               |                               |                               |                               |                               |                               |
| المصدر #2: Weatherbase (humidity)           |                               |                               |                               |                               |                               |                               |                               |                               |                               |                               |                               |                               |                               |